# Дег-е Намак (Марказі)
Дег-е Намак (перс. ده نمك) — село в Ірані, у дегестані Давудабад, у Центральному бахші, шахрестані Ерак остану Марказі. За даними перепису 2006 року, його населення становило 1995 осіб, що проживали у складі 533 сімей.

## Клімат
Середня річна температура становить 13,94 °C, середня максимальна – 33,49 °C, а середня мінімальна – -8,14 °C. Середня річна кількість опадів – 274 мм.
| Клімат поселення                              | Клімат поселення | Клімат поселення | Клімат поселення | Клімат поселення | Клімат поселення | Клімат поселення | Клімат поселення | Клімат поселення | Клімат поселення | Клімат поселення | Клімат поселення | Клімат поселення | Клімат поселення |
| Показник                                      | Січ.             | Лют.             | Бер.             | Квіт.            | Трав.            | Черв.            | Лип.             | Серп.            | Вер.             | Жовт.            | Лист.            | Груд.            |                  |
| Середній максимум, °C                         | 7,33             | 9,77             | 15,61            | 21,23            | 25,73            | 31,30            | 33,49            | 31,80            | 27,64            | 21,95            | 15,95            | 9,14             |                  |
| Середня температура, °C                       | −0,4             | 2,03             | 7,87             | 13,50            | 18,00            | 23,57            | 27,27            | 25,60            | 21,41            | 15,75            | 9,74             | 2,91             |                  |
| Середній мінімум, °C                          | −8,14            | −5,7             | 0,14             | 5,77             | 10,27            | 15,84            | 21,07            | 19,39            | 15,22            | 9,53             | 3,53             | −3,28            |                  |
| Норма опадів, мм                              | 40               | 40               | 48               | 32               | 25               | 3                | 1                | 1                | 0                | 12               | 29               | 43               |                  |
| Середньомісячна швидкість вітру, м/с          | 1.86             | 2.32             | 3.04             | 3.19             | 2.93             | 2.64             | 2.70             | 2.57             | 2.33             | 2.29             | 1.90             | 2.06             |                  |
| Середньомісячна сонячна радіація, кДж/м²·день | 8852             | 12306            | 14933            | 18398            | 22316            | 26707            | 25820            | 24038            | 21035            | 15559            | 10840            | 8500             |                  |
| --------------------------------------------- | ---------------- | ---------------- | ---------------- | ---------------- | ---------------- | ---------------- | ---------------- | ---------------- | ---------------- | ---------------- | ---------------- | ---------------- | ---------------- |
| Джерело:                                      |                  |                  |                  |                  |                  |                  |                  |                  |                  |                  |                  |                  |                  |